# Przysuski
Przysuski là một huyện thuộc tỉnh Mazowieckie của Ba Lan. Huyện có diện tích 801 km². Đến ngày 1 tháng 1 năm 2011, dân số của huyện là 42737 người và mật độ 53 người/km².